# Kirche von Vittskövle

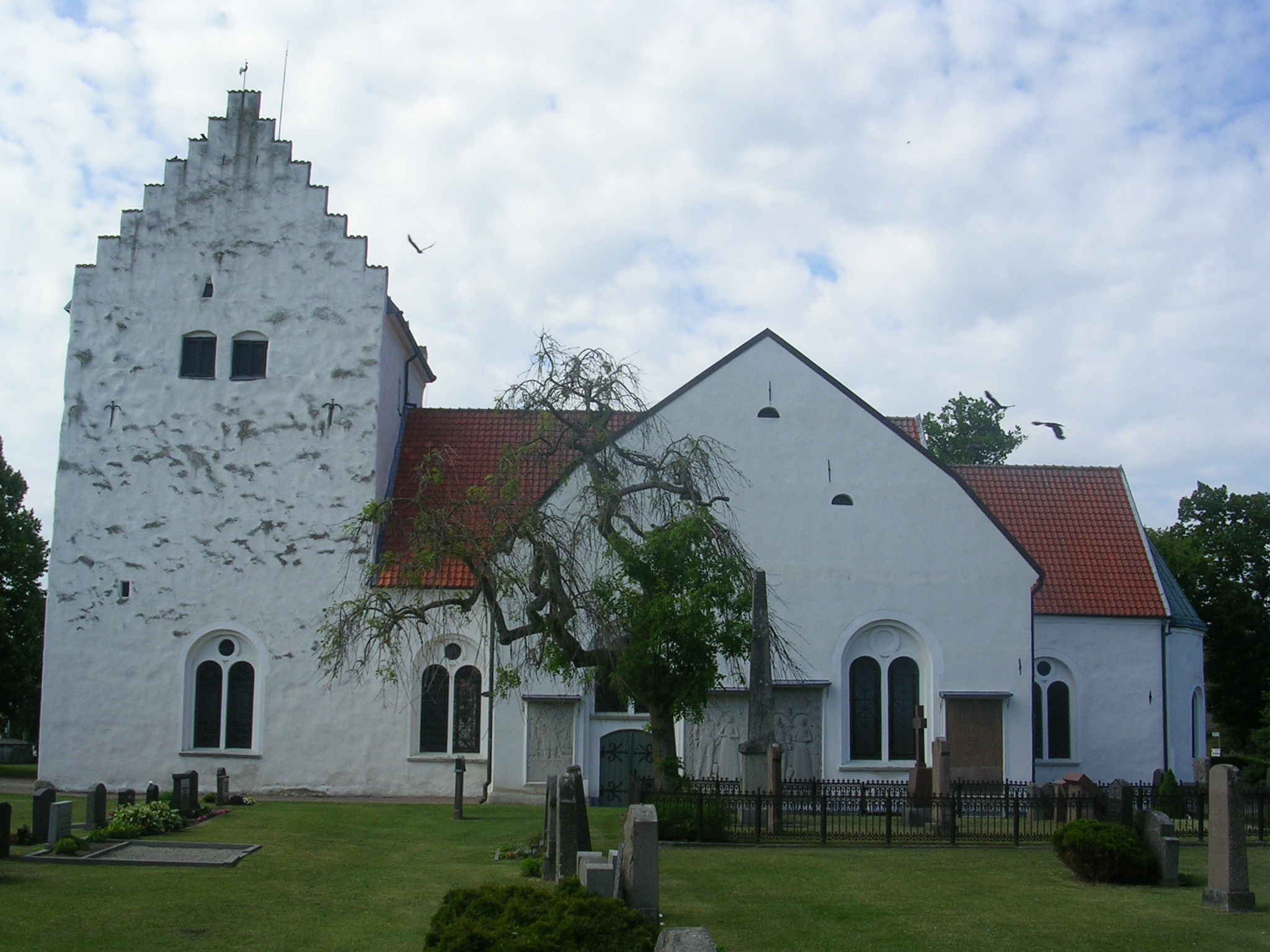
Außenansicht

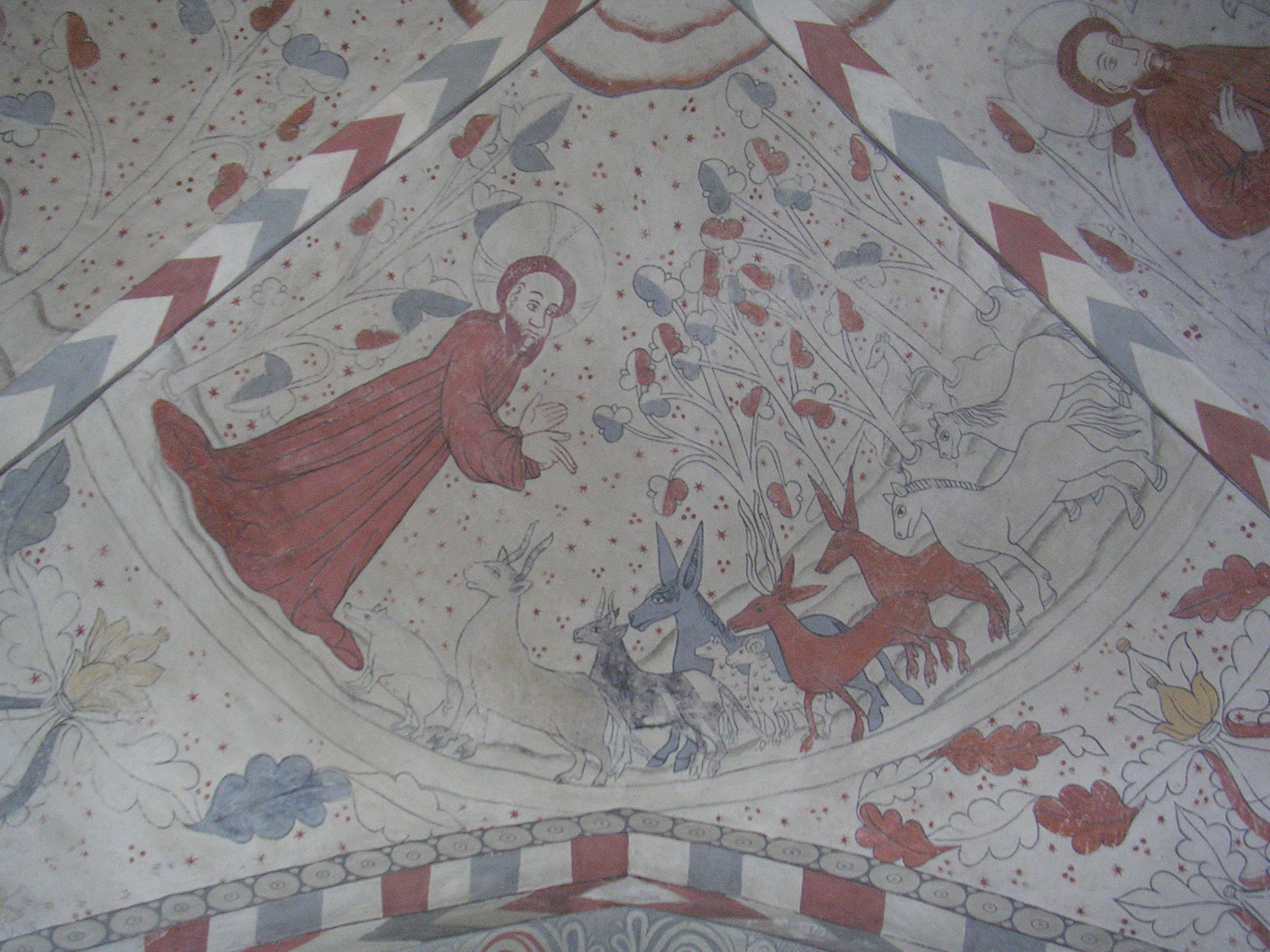
Darstellung von Tieren innerhalb der Kirche

Die Kirche von Vittskövle (schwedisch Vittskövle kyrka) ist eine Kirche in der schwedischen Gemeinde Kristianstad im Ort Vittskövle, der sich in der Provinz Skåne län beziehungsweise der historischen Provinz Schonen befindet. Die Kirche ist in der kirchlichen Organisation Schwedens der Vittskövle församling (Kirchengemeinde Vittskövle) und Lunds stift (Bistum Lund) unterstellt.
Die Kirche wurde im 12. oder 13. Jahrhundert erbaut. Im 15. Jahrhundert kam eine nördliche Kapelle hinzu, die der Heiligen Anna gewidmet wurde.
Die Gewölbe wurden im 15. Jahrhundert mit Wandmalereien aus den 1480er Jahren, die Geschichten der Genesis zeigen, errichtet. Diese wurden später übermalt, aber im 20. Jahrhundert wiederhergestellt. 
Im Altarraum wurde die Legende des heiligen Nikolaus von Myra aufgemalt. In der Kapelle finden sich die Symbole der Evangelisten und die vier heiligen mittelalterlichen Frauen: die Heiligen Barbara, Ursula, Gertrud und Kathrin.
Der Turm wurde im 16. Jahrhundert erbaut, das Taufbecken stammt aus dem Mittelalter.